# Turmhügel Horneck
Der Turmhügel Horneck liegt in Horneck, heute einem Ortsteil der  niederbayerischen Gemeinde Elsendorf im Landkreis Kelheim. Die Anlage liegt unmittelbar östlich der Kirche St. Nikolaus in der Talniederung des Elsendorfer Baches, eines Nebenflusses der Abens. Sie wird als „Turmhügel des Mittelalters“ unter der Aktennummer D-2-7237-0017 als Bodendenkmal im Bayernatlas aufgeführt.

## Beschreibung
In der Niederung des Elsendorfer Baches befindet sich ein quadratischer, pyramidenstumpfförmiger Turmhügel (Motte); dieser besitzt an der Basis eine Seitenlänge von ca. 40 m und eine Höhe von etwa 3 m (der Hügel wurde 1922 um zwei Meter abgetragen und von Westen wurde eine Rampe aufgeschüttet, um das Burgplateau bewirtschaften zu können). Auf dem Urkataster ist zu erkennen, dass der Turmhügel von einem 25 m breiten Wassergraben umgeben war, der von dem Elsendorfer Bach gespeist wurde. Auf dem Grundstück nördlich des Turmhügels befand sich wahrscheinlich eine Vorburg mit den Ausmaßen von 40 × 30 Metern. Beide Gebäude dürften von einem Wassergraben in Form einer liegenden Acht umschlossen gewesen sein, wobei eine Brücke von der Vorburg zur Kernburg führte. 1538 ist von einem eingefallenen Edelmannsitz die Rede. Nach den Angaben von Michael Wening heißt es Ende des 17. Jahrhunderts: „Das Schloß ist ein altes dickes Gemäuer, so in die Vierung gebaut, mit einem Weiher umpfangen, und etlich wenig Zäune versehen, das meiste Stockwerk aber ist seythero des Schwedischen Krieges fast zusammengefallen.“ Demnach müsste die Burg nach 1538 nochmals erneuert und dann durch den Dreißigjährigen Krieg zu Schaden gekommen sein. In der Hofmarksbeschreibung von 1737 ist von einem alten Burgstall die Rede, zu dem ein eingefallener Edelmannsitz gehöre. Anfang des 20. Jahrhunderts war noch aufgehendes Mauerwerk vorhanden, das bei der Abtragung des Hügels für eine Rossweide entfernt wurde. Diese Burg dürfte wegen mehrerer hier vorbeiführender Altstraßen errichtet worden sein.

## Geschichte
Über die Frühzeit der Anlage liegen keine urkundlichen Nachrichten vor. Ein Hildebrant von Horneck soll 1154 an dem Turnier in Zürich teilgenommen haben. Ein Konrad Hornbeck von Horneck ehelichte 1220 eine „Galta Rorbeckin“; sein gleichnamiger Sohn heiratete 1240 Wordula von Sandersdorf. 1261 erschien ein „Chunradus dictus Hornpech“ als Zeuge bei einem Rechtsgeschäft. Den Hornbecken von Horneck gelang es im 15. Jahrhundert, hier eine Hofmark auszubilden, diese wurde 1442 erstmals genannt. Die Tochter des Christoph Hornbeck namens Katharina heiratete 1492 den Hans Leitenbeck zu Oberlauterbach. Seit dieser Zeit dürfte die Burg nicht mehr bewohnt gewesen sein. Nachdem sie ihren Mann und ihre Stiefkinder überlebt hatte, übergab sie am 24. Oktober 1528 Oberlauterbach und Horneck an die Gebrüder Pusch von Vilsheim und an Siegmund Hinzenhauser zu Train. 1560 teilten die Pusch zu Vilsheim ihren Besitz und bis 1597 gehörte Horneck dem Grafen Horatius di Hipolyti von Gozzoldo. Seine Witwe heiratete den Grafen Alfonso von Porcia und Brugnera; in dieser Familie verblieb Horneck bis 1848. 